# Theodore E. Steinway
Theodore Edwin Steinway (* 6. Oktober 1883; † 8. April 1957) stammte aus der Steinway & Sons Klavierherstellerfamilie und war ein engagierter Philatelist.

## Philatelie
Er war seit 1912 Mitglied im New Yorker Collectors Club (Sammlerklub) und unterstützte den Verein finanziell, unter anderem durch den Kauf der Bibliothek von Victor Suppantschitsch für die Bibliothek des Vereins im Jahr 1922. Der Collectors Club verlieh ihm 1952 als erstem Mitglied den Lichtenstein Award als Dank. Des Weiteren unterstützte er die amerikanische Philatelic Foundation (deutsch: Philatelistische Stiftung), deren Mitglied er seit 1945 war und deren Vorsitzender er später wurde. Zudem war er Preisrichter für philatelistische Wettbewerbsausstellungen und organisierte verschiedene Briefmarkenausstellungen, so in den Jahren 1913, 1926, 1936, 1947 und 1956 in New York.
Mit seinem Spezialgebiet Musik (z. B. Pianos) galt Steinway als einer der ersten Motivbriefmarkensammler überhaupt. Zu seinen Sammelgegenständen gehörten darüber hinaus auch Briefmarken altdeutscher Staaten. Er war eng befreundet mit Alfred F. Lichtenstein. Sein Porträt befindet sich auf einer Briefmarke des Fürstentums Liechtenstein von 1972 (Michel-Nr. 572), die als Teil eines Markensatzes mit dem Namen „Pioniere der Philatelie III“ herausgegeben wurde.

## Beruf
Theodore E. Steinway hatte nie eine Universität besucht. Er machte im Familien-Unternehmen eine klassische Lehrausbildung als Klavierbauer.
Er wurde dann nach Tod seines Onkels Frederick T. Steinway überraschend und gegen seinen Willen in die Position des Präsidenten von Steinway & Sons berufen, weil kein anderer, besser geeignet erscheinender Steinway-Namensträger greifbar war. Theodore hätte seinen älteren Cousin Albert Vietor unterstützt, Präsident zu werden, der aber weigerte sich mit der gleichen Begründung: das Unternehmen müsse von einem Mr. Steinway geleitet werden.
Theodores Präsidentschaft fiel in eine Zeit erheblichen Umbruchs. Die Ära der Player Roll Pianos ging zu Ende, das Radio kam auf. Um die Budgets der Familien konkurrierte nun auch das Automobil, das teils nur halb so viel wie ein Steinway-Flügel kostete. Theodore steuerte das Unternehmen durch die vor allem ab 1929, ab der Großen Depression schwierigen Fahrwasser, verweigerte sich aber allen Avancen, den Namen „Steinway & Sons“ lukrativ auch für andere Projekte abseits der Klaviere und Flügel zu lizenzieren, und weigerte sich auch, das Unternehmen zu verkaufen. In den 30er Jahren gab es mehrere Jahre, in denen Theodore Steinway die Fabriken Rikers und Ditmars praktisch komplett geschlossen hielt. Fabriken, in denen nur für wenige Stunden und vereinzelte Arbeiten die Klavierbauer erschienen, mal einen Flügel einregulierten, und sich dann wieder an ihre Ersatz-Arbeit machten, zum Beispiel als Taxifahrer.
Die Zeit des Zweiten Weltkriegs erwies sich ebenso als sehr schwierig. Theodore und seine Frau sahen alle ihre vier Söhne in den Krieg ziehen, nur Henry Z blieb in der Nähe von New York. Alle kamen jedoch gesund wieder. Die Steinway-Fabrik Rikers nahm einen Rüstungsauftrag an, der in seiner Preisgestaltung seitens Theodore viel zu knapp und ehrlich kalkuliert war: man stellte Lasten-Segelflugzeuge und deren Tragflächen her. Während überall in den USA sich die Firmen an Rüstungsaufträgen goldene Nasen verdienten, kam Theodore vor allem mit den hohen Dokumentationspflichten und dem späten Bezahlen dieser Aufträge nur schlecht zurecht. In der Endphase des Krieges lieferte Theodore Steinway dann auch noch Feld-Klaviere aus, die in einer am Fallschirm abwerfbaren Box mitsamt Stimmwerkzeugen und einer Notensammlung im Feld der Unterhaltung der Soldaten dienen konnten, die „Victory Pianos“; die heute in ihrer vereinfachten feldgrünen Lackierung ein überaus gesuchtes Statussymbol für US-Amerikaner sind und zu enormen Preisen gehandelt werden.
In diesen schwierigen Jahren entwickelte Theodore ein Alkohol-Problem. Er bereitete die Feiern zum einhundertjährigen Bestehen des Unternehmens 1953 vor, zu dessen Anlass er ein bebildertes Buch zur Firmengeschichte schrieb, „Peoples and Pianos“.
Zwei Jahre später legte er auf einer Sitzung der Direktoren die Präsidentschaft nieder; sein Sohn Henry Ziegler Steinway wurde sein Nachfolger. Theodore verblieb noch kurze Zeit in einer für ihn geschaffenen Position als Präsident des Aufsichtsrates, aber er legte auch dieses Amt nach kurzer Zeit nieder.